# Tiomila
Tiomila (eller 10MILA) er en årligt tilbagevendende orienteringsstafet i Sverige siden 1945. Mændenes konkurrence er en timands-stafet, og inkluderer både dags- og nat-stafetture. Kvindernes konkurrence indeholder fem dags-stafetture.
Tiomila tiltrækker orienteringsklubber fra alle de store orienteringsnationer. I 2008 var der over 350 deltagende hold i både mændenes og kvindernes konkurrence. I 2010 var der 361 kvindehold og 359 herrehold.
Navnet betyder "ti (svenske) mil", hvilket svarer til 100 km, og refererer til den totale distance hvert hold løber. Det reelle distance varierer dog fra år til år.